# Gonzalo Rojas
Gonzalo Mario Rojas Pizarro (Lebu, 20 de diciembre de 1916-Santiago, 25 de abril de 2011) fue un escritor, poeta y profesor chileno perteneciente a la llamada generación del 38. Uno de los exponentes más destacados de la poesía hispanoamericana del siglo XX, su obra se enmarca en la tradición continuadora de las vanguardias literarias latinoamericanas. Fue galardonado, entre otros, con los premios Reina Sofía de Poesía Iberoamericana 1992, Nacional de Literatura de Chile 1992 y Cervantes 2003.
Su obra ha sido traducida a una veintena de idiomas.

## Biografía

### Infancia y estudios

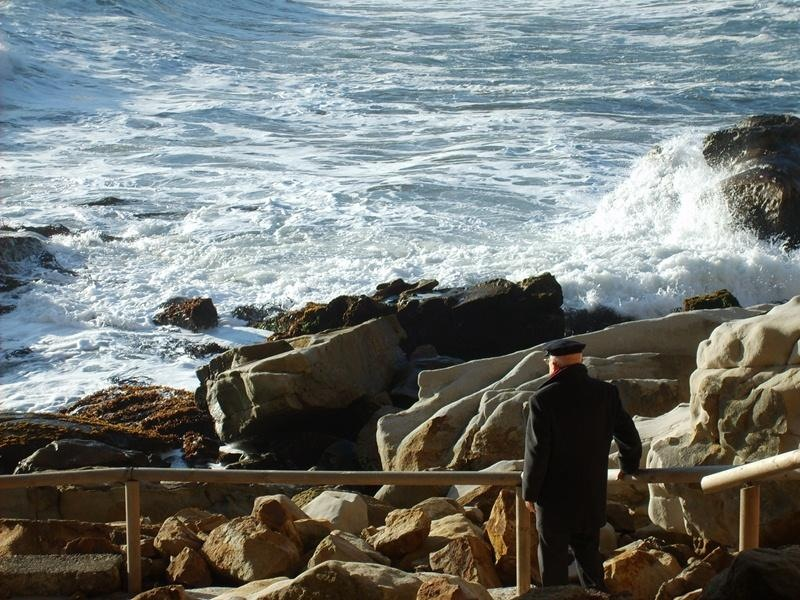
Gonzalo Rojas frente al mar de Lebu (2010).

Hijo del ingeniero de minas Juan Antonio Rojas y de Celia Pizarro, queda huérfano de padre a los cuatro años de edad. En 1926 la madre se muda de Lebu con sus seis hijos a Concepción, donde, gracias a una beca, el futuro poeta estudia en el Seminario Conciliar.
En 1934 abandona el Seminario y viaja a Iquique, donde retoma sus estudios de secundaria en el liceo de la ciudad; colabora en el periódico El Tarapacá. Allí obtiene su primer galardón literario, al recibir un poema suyo el primer premio en Los juegos Florales.  Dos años más tarde regresa a Concepción, donde completa el último curso de Humanidades en el Liceo de Hombres. Funda la revista Letras, en cuyas páginas publica el ensayo «Los treinta años de Pablo Neruda».
Ingresa a estudiar Derecho en la Universidad de Chile, en Santiago, en 1937, pero al año siguiente se traslada al Instituto Pedagógico donde inicia sus estudios de literatura. En 1938 se convierte en miembro del grupo surrealista La Mandrágora, del que se alejaría en 1942.  Para financiar sus estudios, trabaja algunos años como inspector en el Internado Nacional Barros Arana (1938-1941).
En 1940, el mismo año que muere su madre, conoce a María Mackenzie, una joven de ascendencia escocesa con quien en 1942 decide dejar la capital para ir a vivir a Atacama y con quien contrae matrimonio en 1946. Su primer hijo, Rodrigo Tomás Rojas Mackenzie, nace en Vallenar en 1943. En Atacama trabaja primero como maestro, dedicándose más tarde a la alfabetización de los trabajadores. A continuación vive con su familia un breve plazo en Calbuco, en el sur de Chile.
Regresa a Santiago de Chile en 1944.

### Docencia
Es jefe de redacción en la revista Antártica de Santiago (1944) y profesor de castellano y filosofía en el colegio alemán y en el liceo Eduardo de la Barra de Valparaíso entre 1946 y 1952, donde participa en la fundación del Instituto Pedagógico. Luego, entre 1952 y 1973, se desempeña como profesor titular en la Universidad de Concepción de las cátedras de Literatura Chilena y Teoría Literaria. En ella funda el Departamento de Español, desde el cual,  y bajo el alero de dicha casa de estudios, pone en marcha diversas actividades, como las Escuelas de Temporada, creadas por él en 1953 y los Encuentros de Escritores de Chile y de América, entre los años 1958 y 1962, además de las Escuelas Internacionales de Verano. Después del triunfo de la Reforma Universitaria, en 1968, es elegido para el cargo de vicerrector de Extensión y Comunicaciones.
En 1958 reúne por primera vez en Chile a los escritores del país para dialogar acerca de la situación de la literatura nacional a veinte años de la Generación del 38. El Primer Encuentro de escritores de Chile tiene lugar en el Salón de Honor de la Universidad de Concepción en enero, y el segundo, en junio del mismo año, en la ciudad de Chillán.
En 1960, con el auspicio de la Universidad de Concepción organiza el “Primer Encuentro de Escritores Americanos”, al cual asisten, entre otros, Allen Ginsberg, Lawrence Ferlinghetti, Ernesto Sábato, Sebastián Salazar Bondy, Jorge Zalamea, Enrique Anderson Imbert, Margarita Aguirre, Nicanor Parra, Luis Oyarzún, Jaime García Terrés, Joaquín Gutiérrez, Carlos Martínez Moreno, Guillermo Sánchez, Fernando Alegría, José Antonio Portuondo, Hugo Lindo, Volodia Teitelboim, Alberto Wagner de Reyna, Ismael Viñas, Jesús Lara, entre otros.
Luego, en 1962, convoca a escritores, científicos, filósofos, juristas, artistas plásticos, tales como Linus Pauling, Carlos Fuentes, Pablo Neruda, Osvaldo Guayasamín, Oscar Niemeyer, John D. Bernal, Mario Benedetti, Alejo Carpentier, Augusto Roa Bastos, José María Arguedas, Héctor Agosti, Giannpietro Puppi, Thiago de Melo, Benjamín Carrión, Mariano Picón Salas, José Miguel Oviedo, Francesco Flora,  Frank Tannenbaum, Jorge Millas, Claribel Alegría, José Bianco, Robert Merton, Miguel Serrano, Anatoli Svorykin, Nobushige Ukai, Robert Ulich, Roberto Torreti, José Ricardo Morales,  entre otros. Los debates se centran en los dos temas propuestos por Rojas: “Imagen de América Latina” e “Imagen del hombre actual”. Con posterioridad, algunos escritores de América Latina como Carlos Fuentes y José Donoso aventuraron la tesis de que el nacimiento del llamado boom literario de Latinoamérica hubiera tenido allí su punto de partida.

### Vida en el extranjero

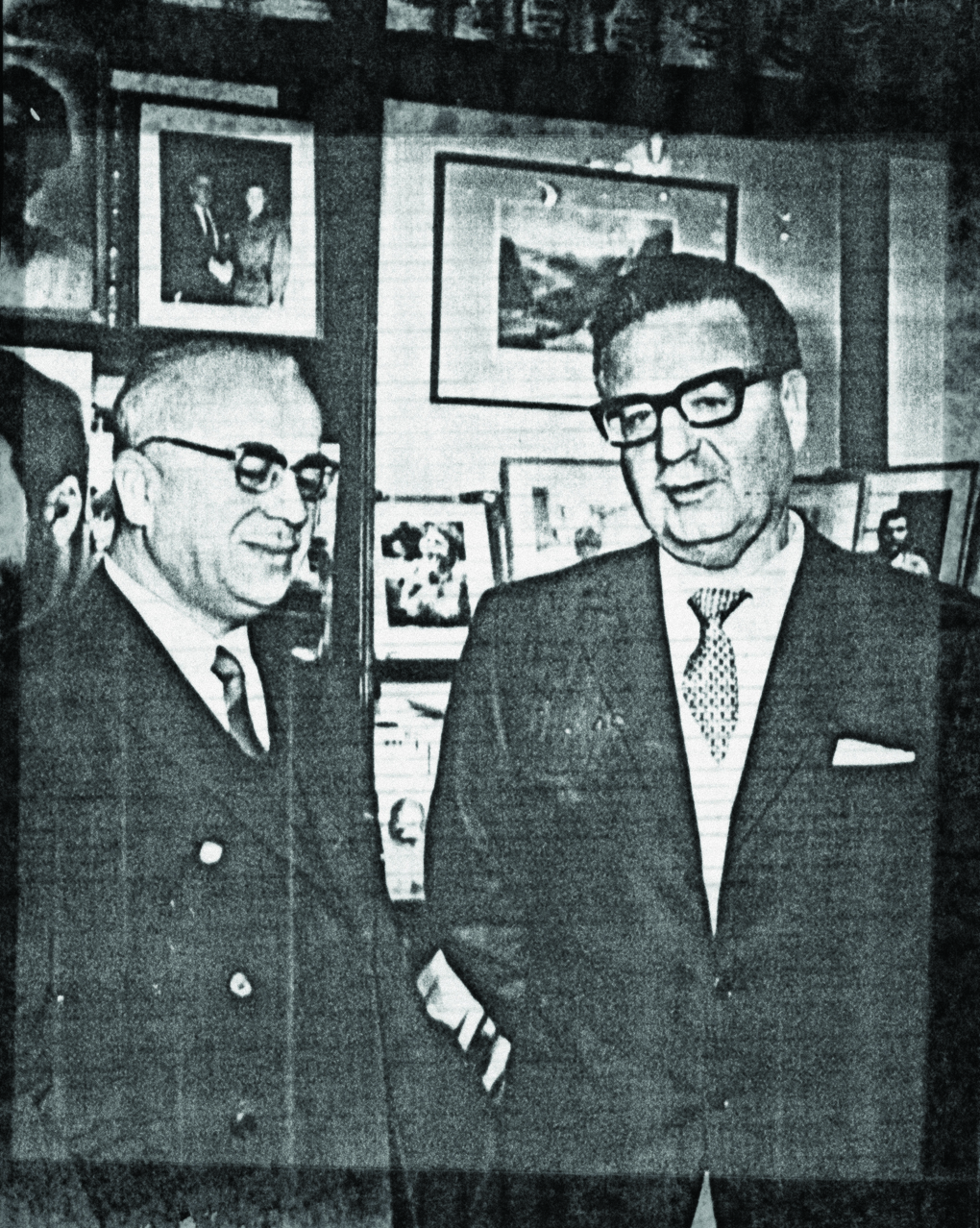
Gonzalo Rojas junto al presidente Salvador Allende (1970).

En 1959, reside unos meses en Europa (París, Londres, Roma y Madrid); becado por la Unesco, en París se reencuentra con Hilda May, una joven que había sido su alumna en la Universidad de Concepción que luego llegará a ser su segunda esposa . De este matrimonio nace en 1964 su segundo hijo, Gonzalo Rojas-May Ortiz. Más adelante Hilda May estará a cargo de la selección de las poesías de algunas antologías de Rojas y en 1990 escribe su estudio sobre la obra de Rojas (La poesía de Gonzalo Rojas, Hiperión, Madrid, 1991).
El presidente Salvador Allende lo nombra consejero cultural en China (1970-1972) y encargado de negocios en Cuba (1972-1973). Tras el golpe de 1973 se le anulan sus documentos de identidad y se le prohíbe regresar al país, donde es exonerado como profesor de todas las universidades chilenas. El exilio lo lleva primero a la República Democrática Alemana (1974-1975), donde asume una cátedra en la Universidad de Rostock y luego a Venezuela (1975-1980), donde primero trabaja en el Centro Rómulo Gallegos y más tarde ejerce la docencia en la Universidad Simón Bolívar.
Proscrito en Chile de todas las universidades por la dictadura militar, asume tareas académicas en Estados Unidos entre 1980 y 1994, donde se desempeña como profesor visitante en las universidades Columbia, Pittsburgh, Austin, y en la de Chicago (1980-1985), y titular en la Brigham Young University de Provo, Utah. (1985-1994).
Regresa a Chile en 1994, radicándose en la ciudad de Chillán en la casa de su esposa. En 1995 muere allí su segunda esposa, Hilda May, tras una larga enfermedad.
En 2002 es nombrado miembro de honor de la Academia Chilena de la Lengua. Numerosas universidades de América y de España le confieren  el título de doctor honoris causa.
El 18 de enero de 2020 se funda en la Universidad de Concepción, Chile, la Cátedra de Estudios Literarios que lleva su nombre.
Desde 2004 se establece en el Instituto Cervantes de Bremen , Alemania, la Biblioteca Gonzalo Rojas.
La más completa Hemerobiografía crítica sobre su obra se encuentra en la página Web del Instituto de Investigaciones Filológicas de la Universidad Nacional Autónoma de México.

### Fallecimiento

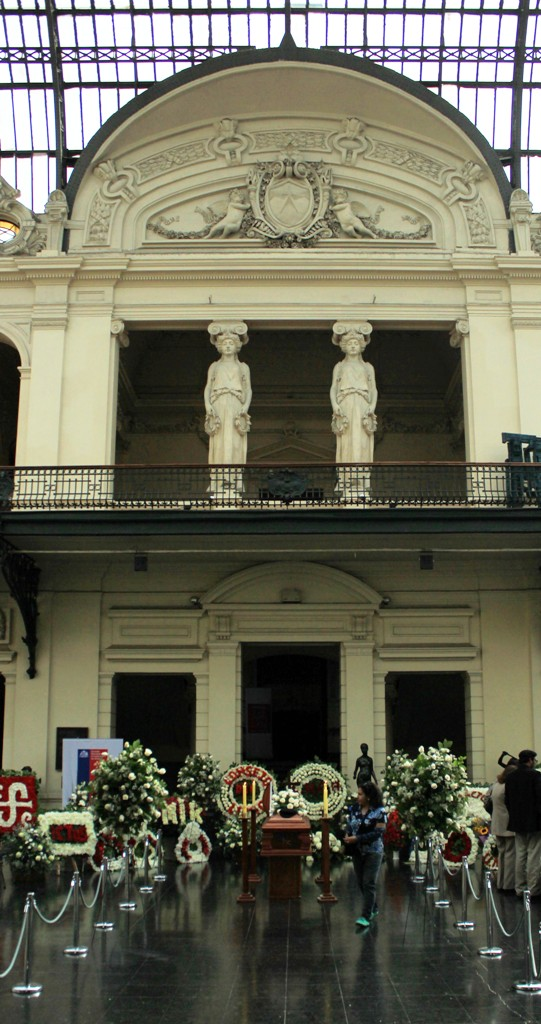
Funeral de Gonzalo Rojas en Museo Nacional de Bellas Artes

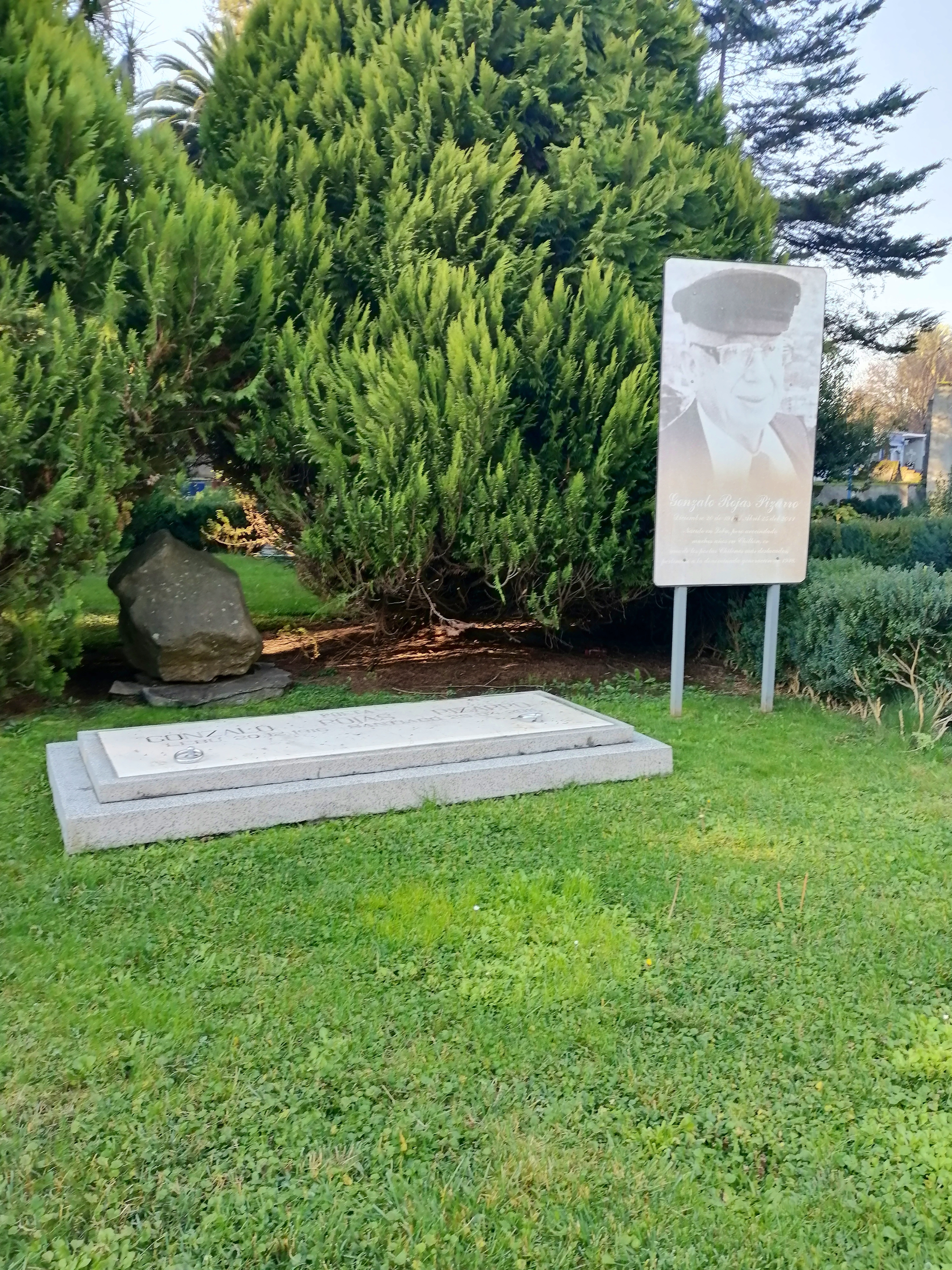
Tumba de Gonzalo Rojas en el Patio de los Artistas del cementerio municipal de Chillán

En septiembre de 2010 contrae una neumonía que compromete su estado general. El 22 de febrero de 2011 Rojas sufre un accidente cerebrovascular, que lo mantiene en estado crítico y con soporte médico las 24 horas del día en su casa de Chillán. El 12 de marzo es trasladado a un centro asistencial de Santiago, donde permanece hasta su fallecimiento, a la edad de 93 años,  la madrugada del 25 de abril.
A su muerte, el gobierno chileno decretó dos días de duelo oficial.
Sus restos son velados en el Museo de Bellas Artes, donde recibe el masivo homenaje del pueblo de Chile en presencia del presidente de Chile, Sebastián Piñera, miembros de su gabinete y parlamentarios. Sus restos son despedidos por el presidente Piñera, por el exjefe de Estado Ricardo Lagos, por el poeta colombiano José Manuel Roca en representación de los escritores iberoamericanos, por el poeta Oscar Hahn y por su hijo Rodrigo Tomás.
El 27 de abril su cuerpo es trasladado a la catedral de Chillán. Su entierro tiene lugar al día siguiente en el Patio de Artistas del cementerio municipal de esa ciudad junto a otros reconocidas personalidades nacionales y locales como Claudio Arrau, Ramón Vinay, Marta Colvin y Lalo Parra.

## Trayectoria literaria
Autor fragmentario, su primer libro, La miseria del hombre (con ilustraciones de Carlos Pedraza), fue publicado en 1948 y dio origen a encontradas opiniones por parte de los críticos; Alone llegó a decir: «Al paso que llevan, las letras nacionales no prometen nada bueno». En cambio, los poetas lo recibieron muy bien; así, Miguel Arteche expresó: «Seguramente no va a gustar a ciertos críticos almibarados, sucios de espíritu. (...) Este es un libro que tiempo hacía no se presentaba en nuestro país» y Gabriela Mistral en carta a Gonzalo Rojas dijo: «Me ha tomado mucho, me ha removido y, a trechos, me deja algo parecido al deslumbramiento de lo muy original, de lo realmente inédito. (...) Lo que sé, a veces, es recibir el relámpago violento de la creación efectiva, de lo genuino, y eso lo he experimentado con su precioso libro».[cita requerida]
Pasaron 16 años antes de que publicara su segundo libro, Contra la muerte, en 1964. Rojas expresaría: «Mientras mi primer libro había tenido un grado de audiencia dispar, pero intensa, el segundo tuvo una acogida mayor. Sin presumir, puedo decir que situó mi nombre en América Latina».[cita requerida]
En 1977 apareció Oscuro en Venezuela, libro que le dio gran difusión en el continente. Carlos Fuentes diría, al recibir el Premio Rómulo Gallegos de ese año, "Gonzalo Rojas forma parte de "el gran arco lírico" junto a Rubén Darío, Leopoldo Lugones, Vicente Huidobro, Pablo Neruda, José Gorostiza, César Vallejo, José Lezama Lima y Octavio Paz".[cita requerida]
A partir de entonces publicará periódicamente poemarios y antologías, en total más de 50 libros. Su poesía, inicialmente catalogada de expresionista por algunos, recoge, según él mismo ha manifestado, influencias del surrealismo (aunque él no se consideraba surrealista), de los poetas clásicos greco-latinos y de los poetas místicos españoles.
Considerado uno de los más grandes poetas iberoamericanos del siglo XX, fue distinguido con importantes galardones y a lo largo de su vida recibió más de veinte doctorados honoris causa de universidades latinoamericanas, europeas y norteamericanas. Entre los galardones más destacados que le fueran conferidos se encuentra la primera versión del Premio Reina Sofía de Poesía Iberoamericana (1992), cuyo jurado estaba compuesto por Octavio Paz, Álvaro Mutis, José Hierro y Fernando Lázaro Carreter. Ese mismo año recibe el Premio Nacional de Literatura de Chile, en 1997 le conceden el Premio José Hernández, la más alta distinción literaria de Argentina, en 1998, en México, el Premio Octavio Paz de poesía y ensayo y en 2003 se anuncia en Madrid que le ha sido otorgado el Premio Miguel de Cervantes de literatura, máximo reconocimiento de la lengua española.
Su poesía está traducida a varios idiomas: alemán, chino, francés, griego, inglés, italiano, japonés, portugués, rumano, ruso, sueco, polaco, turco, árabe e hindi.
Algunos de sus libros han sido ilustrados por pintores como Roberto Matta, Carlos Pedraza, Guillermo Núñez, Víctor Ramírez, Julio Escámez, entre otros.

## Obras
- La miseria del hombre, con ilustraciones de Carlos Pedraza,  Imprenta Roma, Valparaíso, 1948[24]
- Contra la muerte, con ilustraciones de Julio Escámez; Editorial Universitaria, Santiago, 1964
- Oscuro, Monte Ávila Editores, Caracas, 1977
- Transtierro, versión antológica: 1936-1978; Taranto, Madrid, 1979
- Antología breve, selección y nota introductoria de Hernán Lavín Cerda; Coordinación de Difusión Cultural, Dirección de Literatura, UNAM, México, 1980 (2009)
- Del relámpago, Fondo de Cultura Económica, México, 1981
- 50 poemas, con ilustraciones de Roberto Matta; Ediciones Ganymedes, Santiago, 1982
- Críptico y otros poemas,  Universidad Autónoma Metropolitana, Unidad Iztapalapa, México, 1984
- El alumbrado, con ilustraciones de Roberto Matta; Ediciones Ganymedes, Santiago, 1986
- El alumbrado y otros poemas, Cátedra, Madrid, 1987
- Materia de testamento, Hiperión, Madrid, 1988
- Antología personal, prólogo de Eduardo Vázquez; Premiá, Coordinación de Difusión Cultural, Dirección de Literatura, UNAM, México, 1988
- Schizotext and Other Poems / Esquizotexto y otros poemas, edición bilingüe; Peter Lang Publishing, 1988
- Desocupado lector, Hiperión, Madrid, 1990
- Zumbido, con ilustraciones de Víctor Ramírez; Llibres de Phalartao, Barcelona, 1991
- Antología de aire, 1991 (selección de textos, Hilda R. May; Fondo de Cultura Económica, Santiago, 1996; Fondo de Cultura Económica USA, 1999)
- Las hermosas, poesías de amor, selección de Hilda R. May; Hiperión, Madrid, 1991
- Cinco visiones, prólogo de Carmen Ruiz Barrionuevo; Ediciones Universidad de Salamanca, Patrimonio Nacional, Salamanca, 1992
- Carta a Huidobro y Morbo y Aura del mal, Talleres Gráficos Star Ibérica, Madrid, 1994
- Río Turbio, El Kultrún/Barba de Palo, Valdivia e Hiperión, Madrid, 1996
- 80 veces nadie, 1997
- Obra selecta, selección, prólogo, cronología, bibliografía y variantes, Marcelo Coddou; edición revisada por Gonzalo Rojas; cuidado de la edición, José Ramón Medina; Biblioteca Ayacucho, Caracas / Fondo de Cultura Económica, Santiago, 1997
- Tres poemas, prólogo de Marcelo Coddou; Universidad de Playa Ancha Editorial, Valparaíso, 1998
- Diálogo con Ovidio, con ilustraciones de Roberto Matta; Editorial Aldus, Eldorado, México, 2000
- Metamorfosis de lo mismo, Visor, Madrid, 2000
- Antología poética, UNAM, México, 2000
- ¿Qué se ama cuando se ama, con fotografías de Mariana Matthews y Claudio Bertoni; Dirección de Bibliotecas, Archivos y Museos (DIBAM), Santiago, 2000 (Fondo de Cultura Económica, México, 2004; la edición de DIBAM puede descargarse legal y gratuitamente desde el portal Memoria Chilena)
- Poesía esencial, selección y notas de Pedro Lastra; prólogo de Eugenio Montejo; Editorial Andrés Bello, Barcelona, 2001
- Réquiem de la mariposa, con fotografías de Mariana Matthews y Claudio Bertoni; DIBAM, Santiago, 2002 (FCE, México, 2004; la edición de DIBAM puede descargarse legal y gratuitamente desde el portal Memoria Chilena)
- Hombre es baile, mujer es igualmente baile, 2001
- Gonzalo Rojas en breve, selección y prólogo de Floridor Pérez, Editorial Universidad de Santiago, Santiago, 2001
- Al silencio, 2002
- La palabra placer y otros poemas, 2002
- Del ocio sagrado, 2002
- No haya corrupción, La Poesía, Señor Hidalgo, Barcelona, 2003
- Inconcluso, Universidad de Alcalá, Madrid, 2003
- Concierto, antología poética (1935-2003), Galaxia Gutenberg, Barcelona, 2004
- La reniñez. Juego diálogo Rojas-Matta, Matta-Rojas, con ilustraciones de Roberto Matta; Tabla Rasa Libros y Ediciones, 2004
- La voz de Gonzalo Rojas, Publicaciones de la Residencia de Estudiantes, Madrid, 2004
- Antología personal, Visor, Madrid, 2004
- Del loco amor, edición de Pacián Martínez, editorial de la Universidad del Bío-Bío, Concepción, 2004
- Al silencio, Fondo de Cultura Económica, México, 2004
- 7 Visiones, con monotipo de Víctor Ramírez, Colección Puente Aéreo, Barcelona, 2004
- Mot Doeden = Contra la muerte, edición bilingüe,  Malmö, 2005
- XXI por egipcio, LOM Ediciones, Santiago, 2005
- Man Ray hizo la foto, con ilustraciones de Víctor Ramírez; editorial La Poesía Señor Hidalgo, Barcelona, 2005
- Las sílabas, selección y edición de Gonzalo Rojas-May y Fabienne Bradu, Universidad Andrés Bello, Santiago, 2005
- Poesía esencial, 104 poemas y otros textos, Ed. Equinoccio/ Bid & co. Editor, Caracas, 2005
- Contra la muerte y otras visiones (antología), Fondo Editorial Casa de las Américas, La Habana, 2007
- Esquizo, Universidad del Bío-Bío, Concepción, 2007
- Del agua, con fotografías de Gonzalo Contreras Solar, selección y edición de Paula Carrasco; Fundación Gonzalo Rojas, Santiago, 2007
- Quien no cumple cien años, UNAM, México, 2008
- Qedeshím Qedeshóth, Fondo de Cultura Económica Chile, 2009
- Con arrimo y sin arrimo, Editorial Pfeiffer, Santiago, 2010

Con posterioridad a su muerte han sido publicados:
- Íntegra, obra poética completa, edición a cargo de Fabienne Bradu, Fondo de Cultura Económica, México, 2013
- Todavía, obra en prosa completa, editada por Fabienne Bradu, Fondo de Cultura Económica, México, 2015
- Velocísimo, antología ciudadana, con ilustraciones de Manuela Montero, Catalina Silva, Sol Undurraga, Carla Vaccaro y Daniela Williams; Consejo Nacional de la Cultura y las Artes (CNCA), 2016 (descargable gratuita y legalmente desde el CNCA
- Las sílabas, antología poética, Ediciones Biblioteca Nacional, Chile, 2016
- Diccionario Gonzalo Rojas del abismo al zumbido, Ediciones Liberalia, Santiago, 2019
- 90 Poemas, Antología poética, selección y edición de Elvira Hernández, Edit. Lumen , Santiago, 2023

## Filmografía
| Año  | Título                                  | Rol      | Notas                   | Ref.   |
| ---- | --------------------------------------- | -------- | ----------------------- | ------ |
| 2004 | Relámpago sobre mujeres y prostíbulos   | Él mismo | Cortometraje documental | [ 37 ] |
| 2006 | Monógamo Sucesivo                       | Él mismo | Largometraje documental | [ 38 ] |
| 2007 | Al fondo de todo esto duerme un caballo | Él mismo | Largometraje documental | [ 39 ] |
| 2011 | Gonzalo Rojas, todos somos poesía       | Él mismo | Cortometraje documental | [ 40 ] |

## Premios y reconocimientos
- Premio Concurso SECH 1946, poesía inédita, por La miseria del hombre.
- Beca Unesco para escritores, que lo llevó a residir varios meses en Europa (1959).
- Premio Atenea  en 1964 por Contra la muerte
- Premio Municipal de Literatura de Santiago 1965 por Contra la muerte.
- Beca Guggenheim (1979).
- Beca del DAAD (Alemania).
- Premio Nacional de Literatura de Chile (1992).
- Premio Reina Sofía de Poesía Iberoamericana (1992).
- Ciudadano Ilustre de Concepción (1993).
- Medalla de la Universidad de Valparaíso (1994).
- Medalla de Distinción Honorífica de la Universidad de Playa Ancha (1994).
- Hijo Ilustre de Valparaíso (1995)
- Premio José Hernández
- Premio de poesía y ensayo Octavio Paz, 1998 (México).
- Premio José Hernández, 1997 (Argentina).
- Premio Altazor 2001 por ¿Qué se ama cuando se ama?
- Premio Cervantes, 2003 (España)
- Orden al Mérito Docente y Cultural Gabriela Mistral (2009).